# Мрійники (фільм, 1934)
Про однойменний фільм Бернардо Бертолуччі 2003 року див. «Мрійники»
«Мрійники» (інша назва: «Повстання людини») — радянський художній кінофільм, знятий в 1934 році за власним сценарієм режисером Давидом Мар'яном на «Москінокомбінаті».

## Сюжет
У кінострічці показаний період часу від громадянської війни до першої п'ятирічки. Показано братство вояків різних національностей, які в громадянську війну мріють про завтрашнє «світле», щасливе майбутнє трудівників всієї землі. Фільм про червоноармійців-інтернаціоналістів, які в роки громадянської війни боролися на Донбасі, а після закінчення бойових дій розпочали відновлення зруйнованих шахт, їх віру в ідею, за яку борються герої, моральну, партійну переконаність у правоті позицій, що відстоюються.

## У ролях
- І. Неронов —  Микола Творогов
- Алла Тарасова —  Наталія Творогова
- Микола Плотников —  Михалич
- Михайло Жаров —  Хайлов
- Лев Свердлін —  Баїз
- Іван Кудрявцев —  Чиж
- Сергій Вечеслов —  Андрій Волинцев, інженер
- Володимир Гардін —  професор
- Валентина Вагріна —  Віра Волинцева
- Сергій Комаров —  професор Волинцев
- Микола Чаплигін —  Сергій Волинцев
- Борис Медведєв —  Яша Званцев

## Знімальна група
- Режисер — Давид Мар'ян
- Сценарист — Давид Мар'ян
- Оператори — Ігор Гелейн, Микола Юдін
- Композитор — Василь Нечаєв
- Художник — Володимир Баллюзек